# Michendorf
Michendorf település Németországban, azon belül Brandenburgban. Lakosainak száma 13 950 fő (2023. december 31.). Michendorf Nuthetal, Seddiner See és Schwielowsee községekkel határos.

## Népesség
A település népességének változása:
| Lakosok száma | 10 233 | 11 163 | 11 805 | 12 178 | 13 278 | 13 618 | 13 845 | 13 950 |
|               | 2000   | 2005   | 2010   | 2015   | 2020   | 2021   | 2022   | 2023   |